# 강세철
강세철(康世哲, 1926년 2월 28일~2007년 5월 24일)은 대한민국의 전직 권투 선수이다. 대한민국 최초로 프로복싱 동양챔피언을 지냈다.

## 생애
평안북도 강계군에서 태어나, 1942년 전라남도 목포시로 이사했고, 정광중학교를 나왔다. 힘이 넘치는 펀치를 무기로 1950년대 말부터 1960년대 초까지 무적의 중량급 복서로 이름을 날렸다. 강세철은 1960년 10월 한국 미들급 5대 챔피언에 오른 데 이어 다음달인 1960년 11월 20일 서울운동장 야구장 야외에 마련된 특설링에서 필리핀의 러시 메이욘을 5회 1분52초만에 KO로 눕히고 당시 신설된 동양복싱연맹(OBF) 주니어미들급 초대 챔피언에 등극했다. 이는 한국 프로복싱이 국제무대로 눈을 돌리는 계기가 됐다. 은퇴 후 1960년대 명동과 서울역 주변에서 복싱체육관을 운영하다 1960년대 후반부터 1970년대 초반에 이르기까지 한국과 일본에서 최고의 인기 복서로 이름을 날린 차남 허버트강(본명 강춘식)의 매니저로 활약하기도 했다.

## 에피소드
- 강세철은 1943년 정봉현(鄭鳳鉉)의 복싱 경기를 구경한 뒤 복싱에 빠졌고, 해방후 정봉현이 목포 권투 구락부를 만들자 나이 18세 때 복싱에 입문했다. 강세철은 이곳에서 권노갑 전 새천년민주당 고문과 함께 복싱 훈련을 했다.
- 강세철 이전인 해방 전후 시기에 한국 프로복싱 중량급을 호령하고 있던 복서는 정복수(鄭福壽), 박형권(朴炯權), 송방헌(宋芳憲), 김계윤(金桂潤) 등이었다. 강세철은 이들을 모두 이기고 춘추전국 시대를 통일하며 인기를 끌었다.
- 1960년 11월 20일 강세철이 동양챔피언이 된 경기는 수많은 화제를 뿌렸다. 당일 경기는 오후 2시 30분부터 열렸지만 아침부터 관중이 몰려들었다. 늦가을 쌀쌀한 날씨에도 특등석 1천500환, 일반 1천환, 중소학생 600환이라는 당시로서는 매우 비싼 요금에도 불구하고 1만여 명의 입장객이 야구장을 가득 메웠다.[1]
- 1960년대 초반 강세철의 인기는 하늘을 찔렀다. 당대 최고 인기 영화배우 도금봉과 뿌린 스캔들은 전국을 떠들썩하게 했을 정도였다.
- 강세철로부터 미들급 한국 챔피언 타이틀을 빼앗은 김기수는 1965년 일본 교토시에서 한국인으로는 두 번째 동양챔피언에 오른 데 이어 당시 박정희 대통령의 지원까지 받아가며 1966년6월 25일 주니어미들급 세계챔피언 니노 벤베누티를 장충체육관으로 불러들여 판정승을 거두고 국내 첫 세계챔피언에 올랐다.
- 1962년에는 서울신문 특파원 자격으로 소니 리스턴과 패터슨간에 열린 세계복싱 헤비급 타이틀전을 취재하기 미국에 가기도 했다. 강세철은 1962년 10월 5일자 서울신문에 기행문을 실었다.[1]
- 1984년에는 서울 충무로 3가 극동빌딩 후문에서 '일일 바둑교실'을 운영했다.[2]